# Naute
Die Naute (von jiddisch נופת ‚Honig‘; im jiddischen Sprachraum jedoch als Mohnlach bekannt) ist ein aus Mohn, Nüssen und Honig hergestelltes Konfekt. Sie wird traditionell zum jüdischen Purimfest gegessen. Eine erste Erwähnung dieses Rezeptes geht bis ins 16. Jahrhundert zurück.

## Zubereitung
„Gemahlenen Mohn und Walnüsse mit Gewürzen und Honig unter ständigem Rühren kochen. Noch heiß auf ein Brett gießen, halb abgekühlt ausrollen und mit einem nassen Messer in Rechtecke schneiden.“